# École de formation professionnelle des barreaux de la cour d'appel de Paris
Pour les articles homonymes, voir EFB.
L’École de formation professionnelle des barreaux du ressort de la cour d’appel de Paris ou École de Formation des Barreaux (EFB) est une école d'avocats (EDA) ayant pour ressort la cour d'appel de Paris et dont le siège se situe à Issy-les-Moulineaux, à proximité du 15e arrondissement de Paris. Elle assure la formation professionnelle initiale des futurs avocats, ainsi que leur formation professionnelle continue.
À leur sortie, les titulaires du certificat d'aptitude à la profession d'avocat (CAPA) ont vocation à rejoindre le barreau de la cour d'appel de Paris, qui rassemble plus de 34 000 membres et représente ainsi environ 43 % des effectifs en France. En janvier 2021, un magistrat (Gilles Accomando) est nommé, par le bâtonnier de Paris, directeur de l'EFB,en remplacement de Pierre Berlioz, directeur depuis janvier 2018. Cette nomination est une première en France pour l'ensemble des centres de formation professionnelle d'avocat. 

## Historique
L'école a été créée en 1965.

## Formation initiale des élèves-avocats

### Recrutement
Les élèves avocats sont recrutés au minimum à bac+4 sur un examen composé d’épreuves écrites d'admissibilité et d'épreuves orales d'admission définies par arrêté.
L’examen d’entrée à l’EFB est organisé par les différents instituts d’études judiciaires (IEJ) de la région parisienne en septembre. Chaque IEJ est rattaché aux universités de Paris disposant d’une faculté de droit (Paris-I, Paris-II, Paris-V, Paris-XII, Paris XIII, notamment). Il en est de même pour l'université d'Évry,.
1900 élèves sont admis chaque année à l'EFB sur des milliers de candidats. Les résultats peuvent grandement varier d'un IEJ à l'autre de sorte que l'établissement d'un taux de réussite global reste difficile : il se situerait autour de 25 %[réf. nécessaire].

### Cursus
Depuis la réforme de 2005, la formation à l’EFB s’étale sur dix-huit mois répartis comme suit :
- six mois de scolarité à l’EFB ;
- six mois en projet pédagogique individuel (PPI) ;
- six mois en cabinet d’avocats.

S’ils doivent obligatoirement finir leur scolarité par le stage en cabinet d’avocats, les élèves de l’EFB sont libres de commencer par le semestre d’acquisition des fondamentaux à l’EFB ou par leur PPI. Il est toutefois possible d'obtenir une dérogation permettant, lorsque cela est justifié, d'inverser les périodes de stage final et de PPI. Le semestre d’acquisition des fondamentaux à l’EFB est organisé de telle sorte que les élèves avocats peuvent, s’ils le désirent, effectuer un stage en alternance : sur les 6 mois, les cours et ateliers sont effectués le matin, les après-midi sont laissées libres permettant ainsi d'accomplir en alternance un stage facultatif.